# 程復
程復（1330年—？）是活躍於琉球察度王朝和第一尚氏王朝期間的一位華僑。
程復是江西饒州府人，祖籍河南洛陽，是河南伯程顥的後裔。程復何時來到琉球，至今仍是個謎；他可能是一位商人，精通琉球語；他可能於1372年（洪武五年）隨詔諭使楊載來到琉球，並被中山王察度委以重任。
在察度王朝時期，程復、葉希尹二人以寨官（按司）兼任通事，負責對中國的朝貢事務。1392年，與葉希尹一起，獲明廷賜予官職冠服。1394年，與葉希尹一起被明廷封為千戶。
第一尚氏王朝建立之後，程復被尚思紹王任命為左長史。1411年（永樂九年），八十一歲的程復向明廷請求退隱，明成祖封程復為琉球國相，准許歸國還鄉，見明實錄永樂九年四月（陞復為琉球國相兼左長史、致仕還饒州）。於是程復辭職回到中國的故鄉，右長史王茂亦同時受封為國相。
程復還鄉時，福州文人王恭贈詩賀之，以典簿舊職稱程復，並描寫其受封朝廷之狀，詳いしゐのぞむ「尖閣島名の淵源」，日本國際問題研究所。　https://www.jiia.or.jp/jic/20220530.html （页面存档备份，存于）
　程復的子孫都在琉球擔任外交官員，例如程安、程均、程鵬、程璉、程璋、程禧、程祿、程儀等人，擔任通事或夥長之職。後來程復的子孫凋零，虞秉憲（外間筑登之實房）奉命改姓程，入嗣為程復之後。琉球儒學學者程順則便是程秉憲之孫。